# Christian Frederik Lütken
Christian Frederik Lütken (Sorø, 4 de outubro de 1827 — 1901) foi um naturalista dinamarquês.

## Vida
Após uma carreira no exército dinamarquês até 1852, decidiu consagrar-se inteiramente à história natural, deixando o exército com o posto de primeiro- tenente. De 1856 à 1862, assumiu o posto de professor privatdozent na Universidade de Copenhague ensinando zoologia. Posteriormente, tornou-se assistente de Japetus Steenstrup (1813-1897) no Museu de Zoologia de Copenhague.
Em 1861, publicou com Johannes Theodor Reinhardt (1816-1882) um trabalho das suas observações sobre insetos e sobre os animais vertebrados com o título Bidrag til Kundskab om Brasiliens Padder og Krybdyr.
Em 1877, obteve um posto na Escola Politécnica; quatro anos depois na Universidade e, em 1885, sucedeu a Steenstrup na cátedra de zoologia. Em 1899, aposentou-se após um ataque que o deixou paralisado. Então, foi substituído na sua função por Hector Frederik Estrup Jungersen (1854-1917).
Lütken pesquisou animais vivos, exceto insetos e moluscos, principalmente os equinodermes e os peixes. O nome científico de numerosas espécies foram atribuído em sua homenagem.
Como grande pedagogo, redigiu numerosas obras sobre história natural, que se tornaram grandes sucessos.

## Trabalhos
- mit Reinhardt: Bidrag til Kundskab om Brasiliens Padder og Krybdyr, 1861
- Bidrag til Kundskab om Echinidern, 1864
- Ueber die Begrenzung und Eintheilung der Ganoiden. In: Palaeontographica. Band 22, 1873, S. 1–54.
- Skildringer af Dyrelivet i Fortid og Nutid. Kopenhagen 1880 (Darstellungen aus dem Tierleben in Vergangenheit und Gegenwart)
- Spolia Atlantica, 1892
- The Ophiuridae, 1899
- The Ichthyological Results of the Expeditions of the „Ingolf“, 1898